# Берге (Доња Саксонија)
Берге (њем. Berge) општина је у њемачкој савезној држави Доња Саксонија. Једно је од 34 општинска средишта округа Оснабрик. Према процјени из 2010. у општини је живјело 3.723 становника. Посједује регионалну шифру (AGS) 3459009.

## Географски и демографски подаци
Берге се налази у савезној држави Доња Саксонија у округу Оснабрик. Општина се налази на надморској висини од 69 метара. Површина општине износи 66,8 km². У самом мјесту је, према процјени из 2010. године, живјело 3.723 становника. Просјечна густина становништва износи 56 становника/km².